# Puxakáze
Puxakáze (Puxacase), ime jednog od slabo poznatih plemena američkih Indijanaca koje je nekada obitavalo na području zapadnobrazilske države Rondônia.